# Round Top (Texas)
Round Top è una città della contea di Fayette, Texas, Stati Uniti. La popolazione era di 90 abitanti al censimento del 2010.

## Geografia fisica
Secondo lo United States Census Bureau, ha un'area totale di 0,95 mi² (2,46 km²).

## Storia
Come parte della colonia di Stephen F. Austin, James Winn acquisì 4.428 acri (17,9 km²; 6.9 sq mi) nel 1831; l'attuale sito della città era incluso in questo tratto. La comunità era originariamente conosciuta come "Townsend", in onore del colono originario Nathaniel Townsend (la cui casa originaria esiste ancora come Texana Lodge). Più tardi la città fu rinominata "Round Top", dal momento che il direttore postale viveva in una casa con una torre rotonda. Porzioni della Nassau Plantation furono acquistate dall'Adelsverein e l'insediamento di immigrati tedeschi iniziò dal 1845 al 1847; questi coloni iniziarono ad acquistare le fattorie locali e i lotti della città.
Joel Walter Robison, un combattente della rivoluzione texana e in seguito membro della Camera dei rappresentanti del Texas della contea di Fayette, fu sepolto in origine presso il Florida Chapel Cemetery vicino a Round Top, ma fu nuovamente sepolto nel 1932 nel Texas State Cemetery di Austin.
La Bethlehem Lutheran Church è la più antica chiesa luterana attiva nella contea di Fayette. Round Top è la più piccola città incorporata del Texas con una biblioteca pubblica a servizio completo, la Round Top Family Library; e la più piccola città incorporata nel Texas con un distretto storico locale, uso del territorio e controlli architettonici.

## Società

### Evoluzione demografica
Secondo il censimento del 2010, la popolazione era di 90 abitanti.

### Etnie e minoranze straniere
Secondo il censimento del 2010, la composizione etnica della città era formata dal 100,0% di bianchi, lo 0,0% di afroamericani, lo 0,0% di nativi americani, lo 0,0% di asiatici, lo 0,0% di oceanici, lo 0,0% di altre razze, e lo 0,0% di due o più etnie. Ispanici o latinos di qualunque razza erano l'1,1% della popolazione.